# Dorotea (santa)
Dorotea (también conocida como Dorotea de Cesarea) es una santa cristiana cuya existencia real se discute. Se supone que fue martirizada en el siglo IV.
La vida de Dorotea está narrada en una leyenda hagiográfica, una passio antigua del Martirologio Jeronimiano que la describe como "caritativa, pura y sabia". De fe cristiana, cuando el prefecto Sapricio le pidió que ofreciera un sacrificio a los dioses, se negó y fue torturada. El prefecto la confió a Crista y Calixta, dos hermanas apóstatas, para que la convencieran de que abandonase la religión cristiana, pero ocurrió al contrario: ambas volvieron al cristianismo y fueron por ello quemadas vivas, mientras Dorotea fue condenada a la decapitación.
Por el camino al martirio, encontró a Teófilo, quien le dijo irónicamente: «Esposa de Cristo, mándame manzanas y rosas del jardín de tu esposo». Dorotea aceptó y, antes de la decapitación, mientras rezaba, apareció un niño que le trajo tres rosas y tres manzanas, a pesar de que estaban en el crudo invierno. Ella le pidió que se las llevara a Teófilo, quien, visto el prodigio, se convirtió al cristianismo.
Su conmemoración litúrgica es el 6 de febrero. Es patrona de los floristas y de Pescia, y copatrona de Castro, y tiene como atributo iconográfico una cesta de fruta y flores.
Existen varias congregaciones religiosas devotas a la santa, cuyas monjas reciben el nombre popular de doroteas.

## Lugares de veneración
- Iglesia de Santa Dorotea, en Roma (Italia). En 1597, San José de Calasanz abrió allí una escuela parroquial, donde inició la orden de los Escolapios. En 1959, se constituyó el grupo democristiano de los Dorotei.
- Convento de Santa Dorotea, en Burgos (España).